# Zaleszany
Zaleszany è un comune rurale polacco del distretto di Stalowa Wola, nel voivodato della Precarpazia.
Ricopre una superficie di 87,31 km² e nel 2005 contava 10 788 abitanti.